# バート・ハワード
バート・ハワード（Bart Howard、出生名：Howard Joseph Gustafson、1915年6月1日 - 2004年2月21日）は、アメリカ合衆国の作曲家で、有名なジャズのスタンダード曲「フライ・ミー・トゥー・ザ・ムーン」の作者。この曲の原題は「In Other Words」であったが、多くの人々が歌い出しの歌詞でこの曲に言及するようになっていたため、音楽出版社が曲名を「フライ・ミー・トゥー・ザ・ムーン」に変えた。この曲は、フランク・シナトラ、トニー・ベネット、エラ・フィッツジェラルド、ナンシー・ウィルソン、デラ・リース (Della Reese)、ボビー・ウーマック、ダイアナ・クラール、ジューン・クリスティ、アストラッド・ジルベルトをはじめ、多数の歌手たちによって取り上げられてきた。また、世界中のジャズやポピュラー音楽のミュージシャンたちによって、頻繁に演奏されている。

## 経歴
ハワードは、アイオワ州バーリントン (Burlington) に生まれた。16歳のときから伴奏者として仕事を始め、メイベル・マーサー (Mabel Mercer)、ジョニー・マティス、アーサー・キットなどの伴奏をした。
「フライ・ミー・トゥー・ザ・ムーン」は、作曲者ハワードがピアノ伴奏者として1951年から働いていたマンハッタンのクラブ「Blue Angel」で、1954年にフェリシア・サンダース (Felicia Sanders) が歌ったのが初演であった。同年にはケイ・バラード (Kaye Ballard) によりデッカ・レコードにて初めて録音されている。その数年後に、ペギー・リーが『エド・サリヴァン・ショー』に出演した際に歌って、広く知られるようになった。バート・ハワードは、その後は終生この曲とは関わらずに過ごした。ハワードはこのl曲だけではなく、「Let Me Love You」、「On The First Warm Day」、「One Love Affair」、「Be My All」、「The Man In The Looking Glass」、「My Love Is A Wanderer」、「Who Wants To Fall In Love」、「Don't Dream of Anybody But Me」など、合わせて49曲の作者としてクレジットされている。
ハワードは、ニューヨーク州カーメル (Carmel) において、88歳で没した。後にはアイオワ州バーリントン在住の妹ドロシー・リンド (Dorothy Lind) と、58年間連れ添った（同性愛の）伴侶だったトマス・ファウラー (Thomas Fowler) が残された。